# Agrionies
Les Agrionies (Άγριώνια) sont des festivités dionysiaques de la Grèce antique qui se déroulaient dans plusieurs régions de Grèce. Néanmoins le foyer original serait la Béotie et en particulier Orchomène. La légende en faisait remonter l’origine au crime des Minyades, les trois filles du roi Minyas. Celles-ci, ayant refusé de rejoindre le cortège des suivantes de Dionysos, furent frappées de folie par le dieu et tuèrent puis démembrèrent le fils de l’une d’entre elles.

## Déroulement
Lors des Agrionies d’Orchomène, les hommes prenaient le deuil et on les appelait les cendrés (ψολόεις / psoloeis / couverts de suie). Le prêtre de Dionysos muni d’une épée poursuivait les femmes, nommées les malfaisantes (όλοαι / oloai), et avait le droit de tuer (symboliquement) celle qu’il pouvait capturer. Par la suite, les femmes faisaient semblant de chercher Dionysos et disaient qu’il s’était réfugié chez les Muses, puis festoyaient ensemble en se lançant des devinettes.
 Lors des Agrionies de Chéronée, c’est le prêtre de Dionysos qui prenait la fuite et qui était poursuivi par les femmes. On sait que des agrionies ou des fêtes similaires se déroulaient dans plusieurs régions de Grèce : Thèbes, Argos, Lesbos, Chios, Crète, etc. Dans tous les cas elles semblent s’être déroulées de nuit.

## Interprétations
Les Agrionies évoquaient le caractère cruel et féroce du dieu Dionysos. On le qualifiait alors d’agrionios (άγριώνιος / le sauvage) ou d’omophagos (ώμοφάγος / carnivore / cannibale). Dans les mythes qui racontent sa vie, Dionysos nous est montré à plusieurs reprises comme particulièrement bestial avec ceux qui l’ont outragé ou ont repoussé son culte. Des sacrifices humains auraient pu être effectués en son honneur dans les temps les plus anciens. Dans le cadre des Agrionies, le sacrifice semble aussi avoir été remplacé par l’arrachage violent de lierre. Quoi qu’il en soit c’est la transgression au monde ordonné qui était commémorée lors des Agrionies : Dionysos et sa barbarie symbolisent l’affranchissement aux lois et à la morale civilisées, la désorganisation de la société. Mais la pagaille –le scandale– induit par Dionysos est aussi salutaire, il permet une régénération. Tel est l’un des sens des Agrionies. On peut y voir aussi une fête avec inversion des rôles sexuels, du moins dans son déroulement à Orchomène ; les femmes dominent et le meurtre symbolique rétablit le « bon ordre des choses ».
Pour la société prise dans son ensemble, c'est un nouveau départ qui semble avoir été célébré dans un rituel de la nouvelle année. Agrionos ou Agrianos est souvent un mois de printemps.
Pour Jean Haudry, la disparition du dieu que cherchent les femmes serait la traduction mythique de l'extinction rituelle du feu. Elles sont un trait central de la mythologie de Dionysos « Feu divin ». Ce motif serait lié à la conception d'un « feu latent ». La fuite suivie d'un retour semble être un élément primaire de la mythologie du feu. L'indication selon laquelle Dionysos trouve refuge chez les Muses ainsi que les jeux de devinettes des femmes sont caractéristiques de la conceptions traditionnelle de la fureur poétique telle qu'on la retrouve également chez le dieu germanique Wotan.